# Das glückliche Paar
Das glückliche Paar ist eine 1972 im Diogenes Verlag erschienene Erzählungensammlung von W. Somerset Maugham.

## Inhalt

### Schein und Wirklichkeit(S. 7–23;Appearance and Reality; dt. von Helene Mayer)
Der Erzähler gibt an, die Geschichte selbst erzählt bekommen zu haben. Darin fördert ein Minister die Heirat zwischen seiner Geliebten und deren Freund, denn er möchte als Mätresse kein gering angesehenes Mädchen, „sondern eine anständige verheiratete Frau“.

### Die drei dicken Damen von Antibes(S. 25–40;The Three Fat Women of Antibes; dt. von Claudia und Wolfgang Mertz)
Drei sich prächtig verstehende Damen mit Gewichtsproblemen und Spaß am Bridgespielen nehmen eine vierte, und zwar schlanke, Person in ihre Runde auf. Diese schlemmt vor ihren Augen und siegt stets mit unkonventioneller Taktik. Von beidem zermürbt, treibt es die drei Leidensgenossinnen untereinander ins Zerwürfnis. Nach Abreise der Gastspielerin geben sich die lange standhaft gezeigten Damen der Völlerei hin und erneuern ihre Freundschaft. – Für Angus Wilson „reinste Comedy“.

### Aufgeklärt(S. 41–60; The Facts of Life; dt. von Claudia und Wolfgang Mertz)
Ein Vater warnte seinen zu einem Tennisturnier nach Monte-Carlo eingeladenen 18-jährigen Sohn vor Glücksspiel, Geldverleih und Frauenbekanntschaften. Der Sohn gewann beim Roulette, bekam gutmütig verliehenes Geld zurück und erleichterte eine Beischlafdiebin um deren sowie der zuvor ihm selbst geraubten Barschaft. Den Vater ärgert der seinen Vorhersagen gegenläufige Ausgang.

### Gigolo und Gigolette(S. 61–78; Gigolo and Gigolette; dt. von Claudia und Wolfgang Mertz)
Syd und Stella, einst als Hotel- und Marathon-Tänzer gut verdienend, wechselten in schlechten Zeiten ins Artistenfach. Bei einem Besuch eines ehemaligen Artistenpaares, das auch Lebensgefährliches vorführte, großen Erfolg hatte, aber danach in Vergessenheit geriet, wird Stella ihr Dilemma gewahr: Weiterhin ein riskantes Leben führen, ohne Ruhm davonzutragen, oder ein Leben in Not führen, aber als miteinander alt werdendes glückliches Liebespaar.

### Das glückliche Paar(S. 79–94; The Happy Couple; dt. von Helene Mayer)
Ein ihre Beziehung lange geheim gehaltenes und deshalb spät vermähltes Ehepaar ergreift beim Zusammentreffen mit einem Richter die Flucht. Ein Mordkomplott konnte den beiden vor Jahren aufgrund medizinisch attestierter Jungfräulichkeit (als Beleg, dass sie in keiner Verbindung stehen) nicht nachgewiesen werden. Der Richter betont die Merkwürdigkeit, dass die Frau einerseits aus Liebe tötete, andererseits unschickliche Intimitäten vermieden hatte. – Schauplatz ist Saint-Jean-Cap-Ferrat, Maughams späterer Wohnort.

### Das Gurren der Turteltaube(S. 95–111; The Voice of the Turtle; dt. von Claudia und Wolfgang Mertz)
Ein Schriftsteller ist mit einer Primadonna bekannt. Er nimmt sie als geschwätzig, eitel, ränkevoll, geldgierig usw. wahr. Als er sie wieder einmal singen hört, weiß er, sie ist „ein Ekel, aber ein unwiderstehliches“.

### So handelt ein Gentleman(S. 79–94; The Lion’s Skin; dt. von Claudia und Wolfgang Mertz)
Zwei Männer mit nicht astreiner Vergangenheit präsentieren sich in der Öffentlichkeit als Gentlemen. Der eine will in seiner Rolle als Gentleman einen Hund aus einem brennenden Haus retten, während der andere ihn vernünftigerweise davon abzuhalten versucht. Letzterer kommentiert den Tod des anderen: „Er war ein echter Gentleman.“ Damit vermag er die Witwe zu trösten.

### Unbesiegt(S. 137–165; The Unconquered; dt. von Friedrich Torberg)
Ein deutscher Soldat im besetzten Frankreich vergewaltigt betrunken ein Bauernmädchen, das daraufhin schwanger ist. Reumütig besucht und beschenkt er die Familie des Öfteren und freut sich übersteigert auf sein Kind. Während die Eltern dafür dankbar sind, wünscht sich das Mädchen, ihm denselben seelischen Schmerz zuzufügen wie er ihr, weshalb sie das Neugeborene ertränkt. – Eine Darstellung der „ambivalenten Gefühle und Verhaltensweisen der Franzosen ihren Okkupanten gegenüber“.

### Die Flucht(S. 167–171; The Escape; dt. von Friedrich Torberg)
Ein umgarnter Mann entledigt sich seines vorschnellen Heiratsversprechens, indem er hunderte Häuser fürs bevorstehende Eheglück besichtigt und an jedem etwas auszusetzen hat. Als die entnervte Braut einen anderen zum Traualtar führen will, heuchelt er Bedauern – und gibt die Liste mit Hausangeboten weiter.

### Der oberste Richterstuhl(S. 173–178; The Judgement Seat; dt. von Mimi Zoff)
Gott beweist einem Philosophen anhand der Auslöschung dreier Seelen, die wegen ihrer im Erdendasein unterdrückten wahren Gefühle eigentlich zum Teufel müssten, dass er allmächtig und allgütig zugleich sein kann. – Gott hat kein Verständnis für selbstauferlegte Zügelung und frömmelnde Verstellung aus angenommener Gottgefälligkeit. Überzogene Religionsauslegung und damit verbundene „moralische Freudlosigkeit“ erlebte Maugham bei seinem Onkel.

### Mister Allwissend(S. 179–186; Mr. Know-All; dt. von Friedrich Torberg)
Ein Diplomat und ein Schmuckexperte streiten über die Perlenkette der Diplomatengattin. Der Experte, der auf „echt“ beharrte, schwenkt schließlich auf „Imitat“ um und zahlt den Wetteinsatz. Tags darauf erhält er einen Umschlag mit demselben Betrag zugesteckt. Ihm war, als er die Echtheit der Kette festgestellt hatte, klar geworden, dass die hübsche Frau zu lange alleine gelassen wird. Die ehrenhafte Verschwiegenheit veranlasste den Erzähler, seine Abneigung gegenüber dem „Wichtigtuer“ zu revidieren. – Das Hauptthema ist das Vorurteil des Erzählers.

## Rezeption
Eine Rezeption dieser speziellen Diogenes-Ausgabe liegt nicht vor, die wiedergegebenen Meinungen beziehen sich vielmehr auf den hierin vorzufindenden Kurzgeschichten-Typus.
In der Ost-Berliner Tageszeitung Der Morgen wurde Maugham 1965 als „Meister der scharf pointierten Kurzgeschichte“ bezeichnet. 1974 ergänzte das Blatt, dass er für das, was er ausdrücken wollte, immer eine „attraktiv-unterhaltende“ Geschichte parat gehabt habe.
Willy Haas schrieb in der Welt, Maugham habe sich bei seinen Mitmenschen auf die psychologischen Vorgänge, besonders in extremen Situationen, konzentriert. Seine Novellen würden „sich nur an Kleist messen lassen“ (ein weitergefasster Gedanke von Jean Améry). Stilistisch sei jedoch „seine dandyistische Art unmodern“. Sein Redaktionskollege Christian Ferber meinte später, Maugham enthülle „höflich, doch unerbittlich Intimitäten“.

## Zitat von Maugham
„Es hat mich nicht wenig unterhalten, die versteckte Originalität in Menschen zu entdecken, die in ihrer äußeren Erscheinung am durchschnittlichsten waren.“

## Veröffentlichungshinweise
Das glückliche Paar erschien 1972 im Rahmen der W.-Somerset-Maugham-Werkausgabe in Diogenes Taschenbüchern als Gesammelte Erzählungen in zehn Bänden. Band II.
Die Kurzgeschichten dieser Diogenes-Ausgabe wurden im Original mehrfach veröffentlicht, zuerst in Zeitschriften. Die meisten befinden sich in den vom Autor selbst zusammengestellten Sammlungen: Sowohl die titelgebende Geschichte The Happy Couple (Das glückliches Paar) als auch die einleitende Geschichte Appearance and Reality (Schein und Wirklichkeit) ebenso wie The Unconquered (Unbesiegt) wurden 1947 in Creatures of Circumstance veröffentlicht. Fünf weitere wurden in The Mixture as Before von 1940 aufgenommen. Alle elf Erzählungen waren von Maugham auch für den Band The World Over (Doubleday, New York 1952; dt. Der Rest der Welt, Diogenes, Zürich 2005) ausgewählt worden. Dieselben elf Erzählungen befinden sich außerdem in der englischsprachigen Sammlung Collected Short Stories Volume 1 (Penguin Classics, London 1992), wobei die dortige Abfolge (Nr. 9 bis Nr. 19) derjenigen in dieser Diogenes-Ausgabe exakt entspricht.
Die Übersetzungen Die drei dicken Damen von Antibes, Aufgeklärt, Gigolo und Gigolette, Das Gurren der Turteltaube und So handelt ein Gentleman wurden zuvor bereits im Rainer Wunderlich Verlag Hermann Leins, Tübingen, veröffentlicht.

## Verwendete Ausgabe
- Das glückliche Paar. Erzählungen (= detebe-Klassiker; Nr. 20332). Diogenes Verlag, Zürich 1976, ISBN 3-257-20332-2.